# Église Notre-Dame des Aulnes
Pour les articles homonymes, voir Église Notre-Dame et Notre-Dame.
L'église Notre-Dame des Aulnes est un lieu de culte situé sur le territoire de la commune de La Chapelle-Launay en Loire-Atlantique.

## Localisation
Bâtie sur un promontoire au-dessus de la vallée de la Cure, l'édifice domine l'estuaire de la Loire.

## Historique
L'église a été reconstruite trois fois, la première avait été honorée d'un miracle dû à l'intercession de saint Yves en 1327. Un vitrail au fond de l'église rappelle ce miracle : saint Yves guérit deux clercs de La Chapelle Launay, l'un d'un mutisme, l'autre d'une grosse fièvre. La deuxième église, érigée en 1711 et agrandie en 1825, est détruite en 1903 au profit de celle qu'on peut voir aujourd'hui.

## Architecture
Datant des premières années du XXe siècle, après la profusion des styles néo-gothiques du XIXe siècle, celle-ci constitue un retour à l'art classique. 

Des blasons sont représentés sur les clefs de voûte des arceaux :
- blason des ducs de Coislin, rappelle que le nord de La Chapelle-Launay faisait partie de leur domaine quand il fut érigé en duché par Louis XIV.
- blason d'hermine plain de Bretagne ;
- blason d'azur à trois fleur de Lys du Royaume de France ;
- blason de Guérande. Le blason peint dans l'église ne porte pas les cinq hermines de la première ligne. Blason pouvant représenter le doyenné de La Roche-Bernard ;
- blason de Nantes. Siège du Diocèse ;
- blason de Tours. Siège de l'Archidiocèse.

Blason de la Famille du Cambout.
Blason de Bretagne.
Blason du Royaume de France.
Blason de Guérande.
Blason de Nantes.
Blason de Tours.
Blason présent dans l'église. Non attribué, il est représenté ici de manière approximative.

Une statue de la Vierge, baptisée Notre-Dame des Aulnes, a pu être à l'origine du nom du bourg. Les sculptures des chapiteaux, ainsi que les vitraux, œuvre du maître verrier Yves Deshays, ayant pour thèmes principaux les grandes dates de l'Église de France, furent entrepris en majorité, dans les années 1950, sous l'égide de l'abbé David. Près du chœur un des vitraux représente les armes du pape Paul VI.

Blason du pape Paul VI.

Le clocher actuel en pierre de Sireuil confié à l'architecte Lillo remplaça en 1977, celui en bois devenu dangereux. Il est possible que dans le projet initial une flèche ait été prévue, puis abandonnée par manque de moyens.

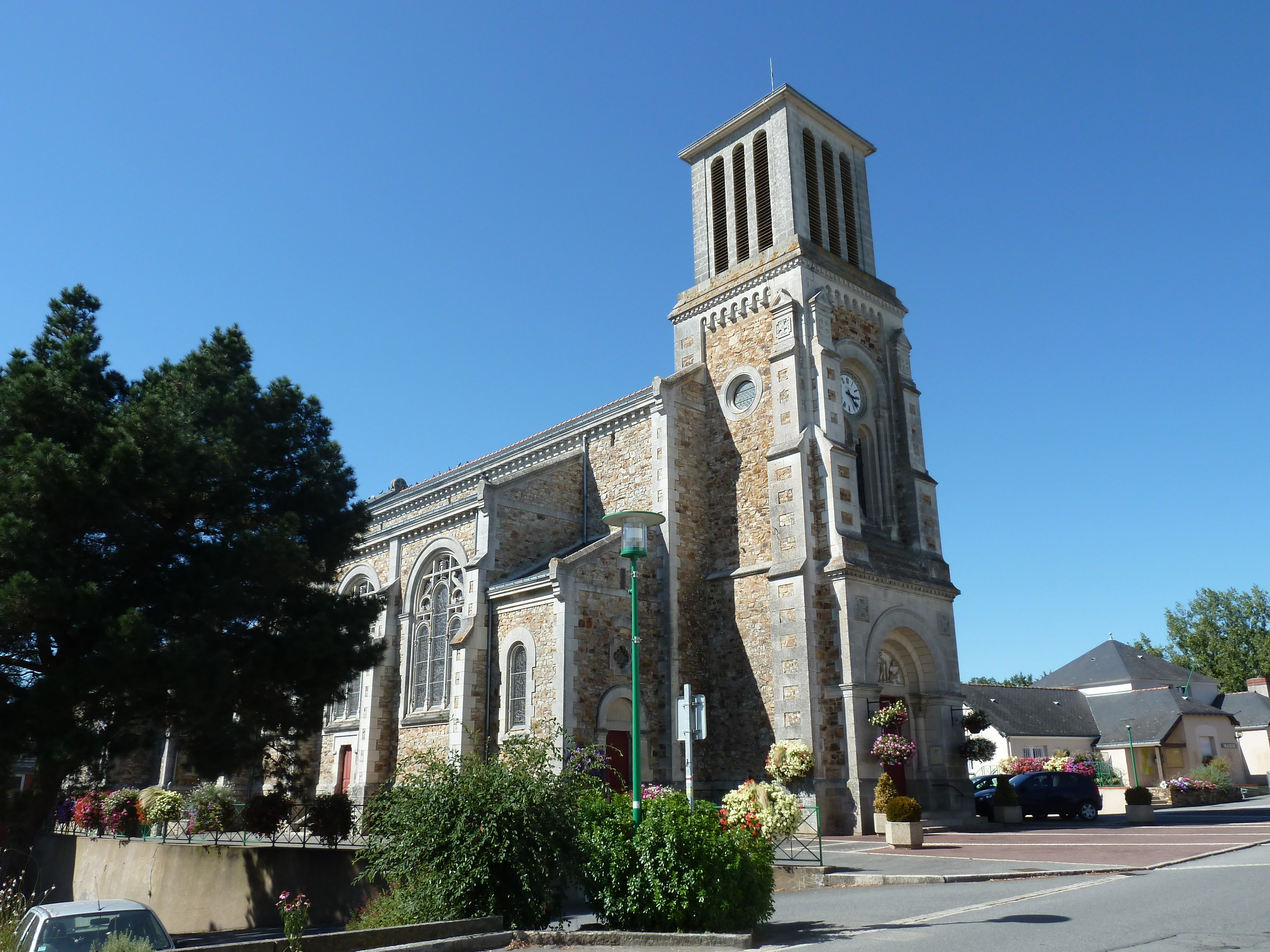
Vue du clocher par le sud-est.
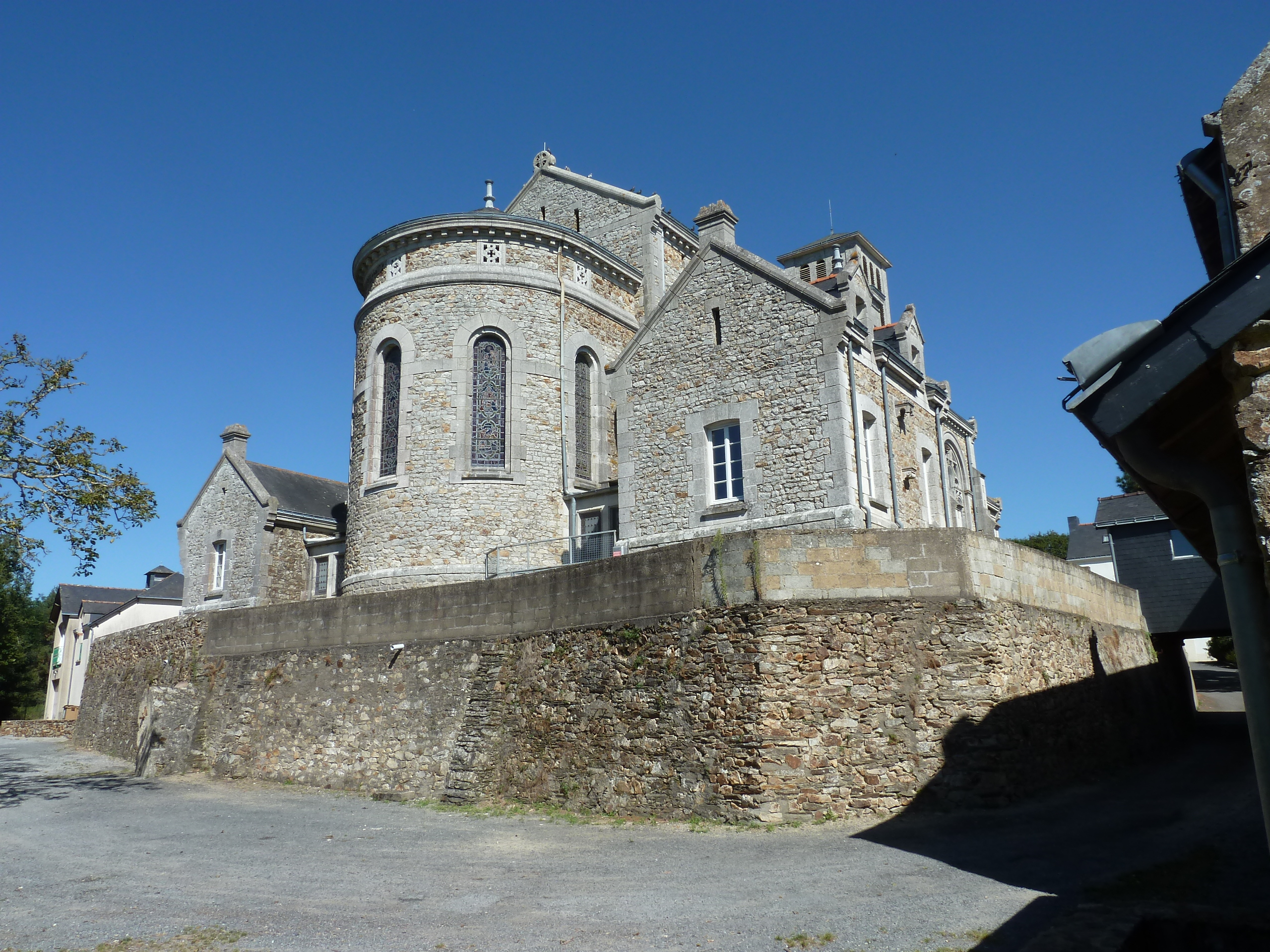
Vue du chœur et des sacristies par le sud-ouest.
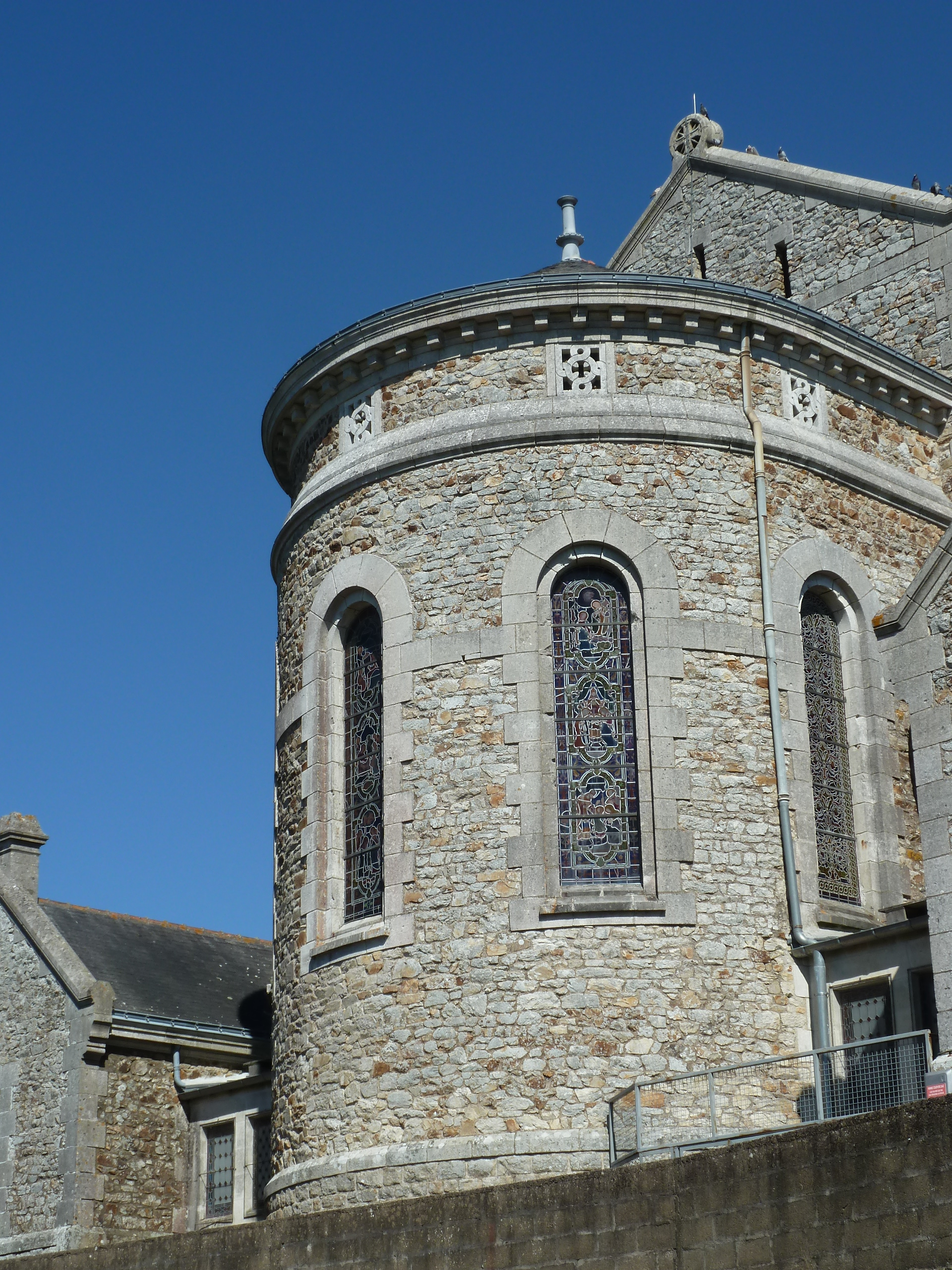
Détail du chœur.

## La cure
Le pouillé du diocèse de Nantes, nous apprend que la cure de la Chapelle Launay, dépend de l'abbaye de Marmoutier (Tours).

## Donations
- Une pièce de terre estimée à 400 francs donnée par les familles GERARD et GUENEL, le 10 janvier 1818[2].
- Un pré jusqu'à concurrence de 600 francs, évalué à 800 francs, légué à la fabrique par la Dame OUISSE sous conditions de services religieux, le 22 février 1829[3].